# シャーク (SS-314)
シャーク (USS Shark, SS-314) は、アメリカ海軍の潜水艦。バラオ級潜水艦の一隻。艦名はサメに因む。その名を持つ艦としてはポーパス級潜水艦3番艦(SS-174)以来6隻目。

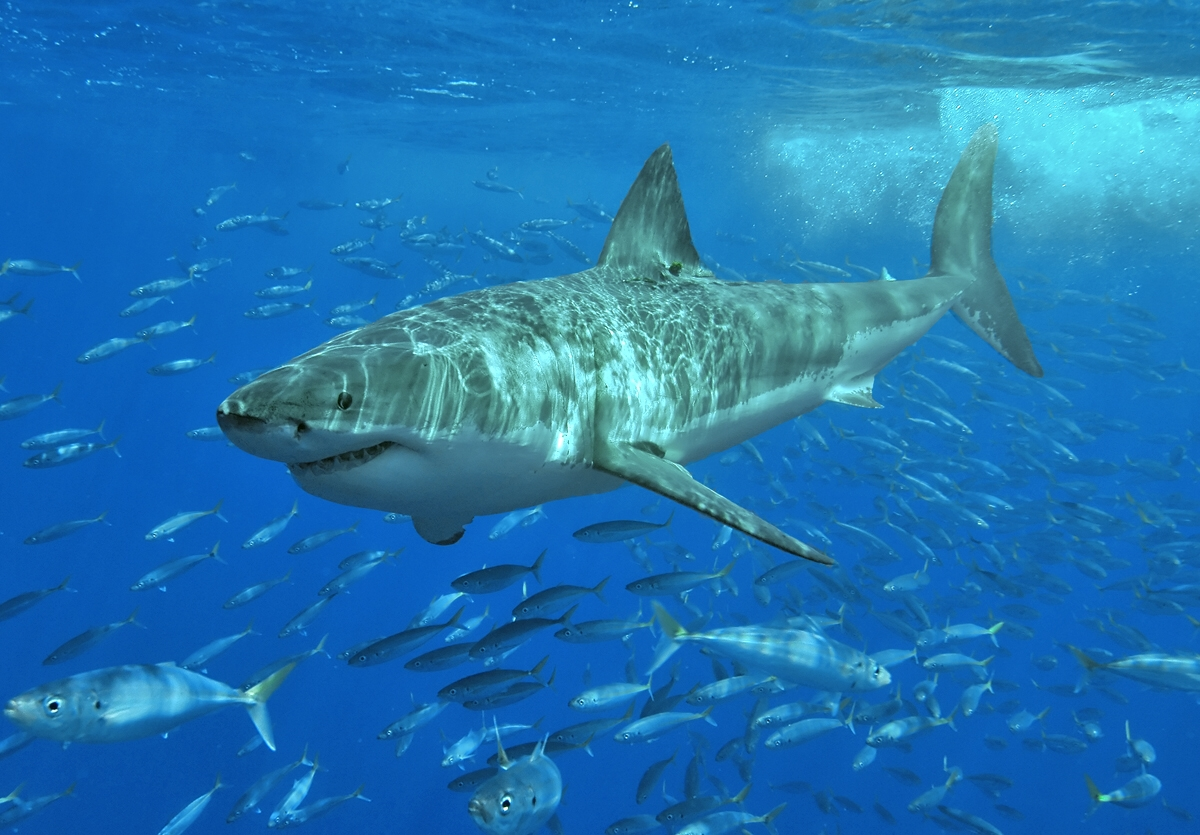
ホホジロザメ（Great white shark）

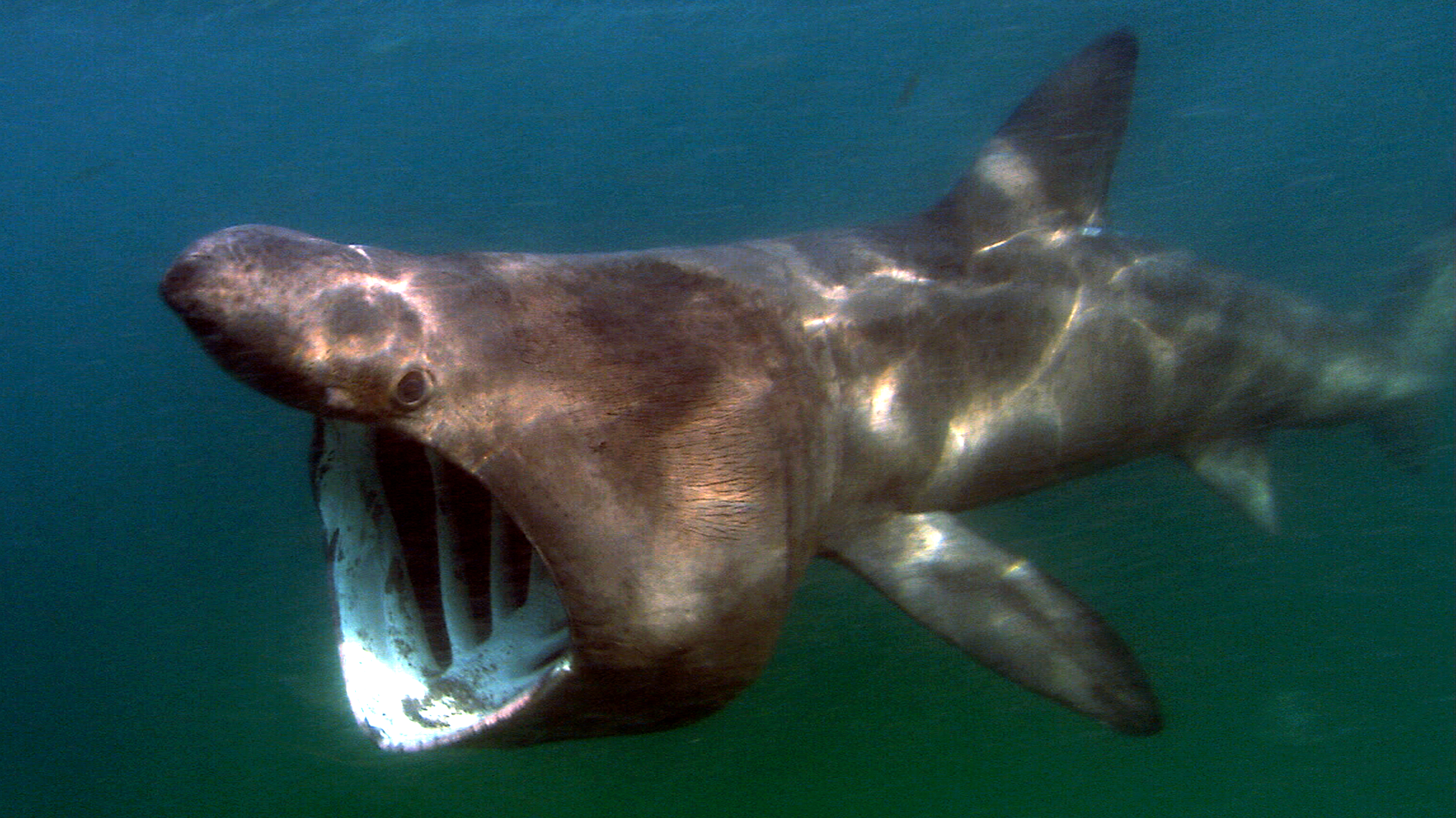
ウバザメ（Basking shark）

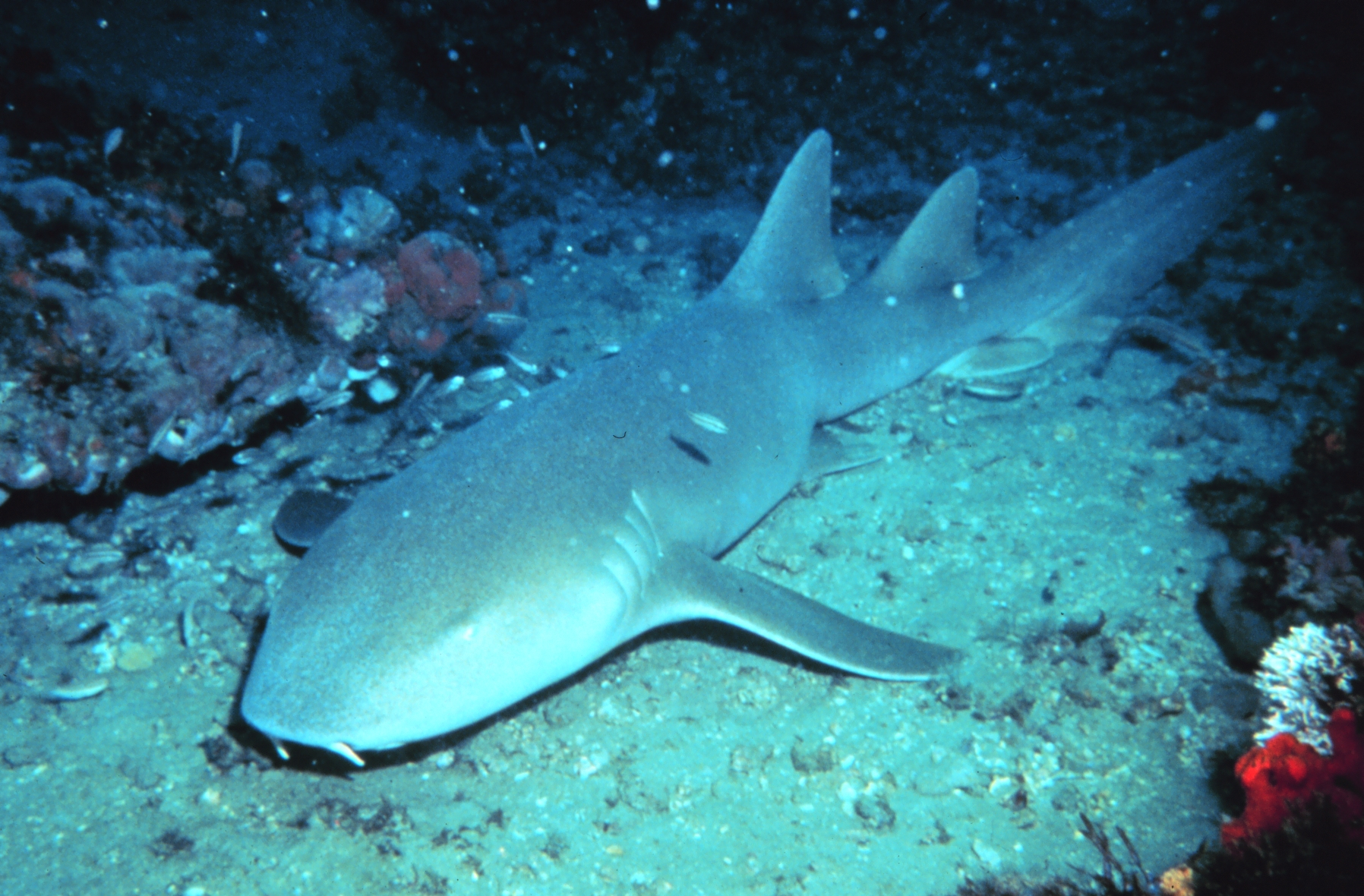
コモリザメ（Nurse shark）

## 艦歴
シャークは1943年1月28日にコネチカット州グロトンのエレクトリック・ボート社で起工した。10月17日にテキサス州選出の議員アルバート・トマスの夫人によって命名、進水し、1944年2月14日に艦長エドワード・N・ブレイクリー少佐（アナポリス1934年組）の指揮下就役する。コネチカット州ニューロンドンでの整調後、シャークはパナマ運河を通過し4月24日に真珠湾に到着、ハワイ海域で最終訓練を行う。

### 第1、第2の哨戒 1944年5月 - 8月
5月16日、シャークは最初の哨戒で潜水艦ピンタド (USS Pintado, SS-387)  、パイロットフィッシュ (USS Pilotfish, SS-386) と共にウルフパックを構成し、マリアナ諸島方面に向かった。6月2日の早朝にシャークは敵船団と遭遇した。この船団はサイパンから横須賀に向かっていた4530船団であり、8隻の各種貨物船と駆逐艦・旗風以下の護衛艦艇で構成されていた。シャークはパハロス島西方海域でタンカーに対して魚雷を発射する。魚雷はタンカーを外れ、別の貨物船千代丸（栃木汽船、4,700トン）に命中、これを撃沈する。シャークは爆雷による反撃を回避し、哨戒を継続した。2日後の6月4日、シャークは厳重に護衛された別の船団、第3530船団を追跡する。攻撃位置へ移動したシャークの前方に駆逐艦が接近した。攻撃位置への移動に失敗したシャークは敵艦の左舷180ヤードを通過し、物資を満載した貨物船に対して15時29分ごろに4本の魚雷を発射した。この攻撃で勝川丸（川崎汽船、6,886トン）を撃沈し、護衛艦からの攻撃を回避した後シャークは浮上して追跡を継続した。6月5日午後、船団に追いつき16時45分に6発の魚雷を発射、貨物船高岡丸（日本郵船、7,006トン）は初弾を交わしたものの3本が命中し沈没、貨物船たまひめ丸（浜根汽船、3,080トン）も高岡丸被雷とほぼ同時刻に被雷し沈没した。シャークは護衛艦の攻撃を再び回避し、真夜中近くに浮上したが船団に追いつくことはできなかった。6月17日、シャークは32日間の行動を終えてミッドウェー島に帰投した。
7月10日、シャークは2回目の哨戒で小笠原諸島方面に向かった。7月19日、シャークは北緯27度08分 東経141度46分 / 北緯27.133度 東経141.767度の地点で敵船団に対して4本の魚雷を発射するが、船団は鋭く方向を変え、魚雷は命中しなかった。8月1日、シャークは再び船団と遭遇、攻撃位置に移動したが、3隻の護衛艦による攻撃のため船団への攻撃を行うことはできなかった。その日の午後、シャークは硫黄島近海へ向かい、空母機動部隊の救助巡航任務に当たった。8月4日の午後、シャークは空母レキシントン (USS Lexington, CV-16) 所属の墜落した雷撃機のパイロット2名を救出した。8月19日、シャークは50日間の行動を終えてミッドウェー島に帰投。後日真珠湾に回航された。

### 第3の哨戒 1944年9月 - 10月
9月23日、シャークは3回目の哨戒で潜水艦シードラゴン (USS Seadragon, SS-194) 、ブラックフィッシュ  (USS Blackfish, SS-221) とウルフパックを組んでルソン海峡に向かった。3隻の艦長の中でシャークのブレイクリー少佐が最先任だったので、シャークがこのウルフパックのリーダーとなった。途中サイパンに立ち寄り10月3日に出航。哨区は潜水艦ドラム (USS Drum, SS-228) 、ソーフィッシュ (USS Sawfish, SS-276) 、アイスフィッシュ (USS Icefish, SS-367) の3隻で構成された別のウルフパックおよび潜水艦スヌーク (USS Snook, SS-279) の北に位置した。10月23日、ドラムらのウルフパックはルソン島北端ボヘヤドール岬の西方海域で大船団を発見する。これはマニラを10月20日に出航し高雄に向かっていたマタ30船団で、指揮艦である駆逐艦春風の名前を取って別名「春風船団」と呼称されていた。23日17時30分のソーフィッシュによる元特設水上機母艦君川丸（川崎汽船、6,863トン）撃沈によって攻撃が開始された。この一連の戦闘の最中、シャークは戦闘海域で消息を絶った。
10月23日20時30分ごろ、シャークはソーフィッシュから輸送船団攻撃に関する報告を受け、さらに打撃を与えるため急遽北に設けられた新しい哨区に向かうよう指示を受け、「よい獲物を」と激励された。翌10月24日4時ごろ、ブラックフィッシュはシャークから「北緯20度22分 東経118度21分 / 北緯20.367度 東経118.350度の地点で輸送船団に接触した」との報告を受け、輸送船団の進路上に移動するよう指示が出た。また、シードラゴンも6時15分ごろにシャークから「貨物船と遭遇し攻撃に入る」との通信を受信する。これがシャークからの最後の通信となり、その後の通信の試みは全て失敗した。シードラゴンは18時58分に浮上し、シャークに戦果報告を求めたが、シャークからの返答はなかった。22時を回り、ブラックフィッシュはシードラゴンから「シャークに6度にわたって通信を試み、おそらくシャークは明日の攻撃出てくるだろう」と報告された。10月25日3時ごろ、ブラックフィッシュはスヌークと交信し、「この24時間の間にシャークと接触したかどうか」と問うたが、「分からない」との返答があった。25日の日没まで待ち、シャーク以外の6隻の潜水艦からは報告があったものの、ついにシャークからの応答はなかった。その後、11月27日にシャークの喪失が報告された。
戦後に調査された日本の記録では、10月24日未明にルソン海峡で春風が自艦の真横約1,500メートルの位置に潜水艦を探知し、17発の爆雷攻撃を行ったとある。春風は更に17時42分ごろにも右舷前方約1,700メートルに探知された潜水艦に対し17発の爆雷攻撃を行い「気泡、重油、衣類と破片」が水面に浮上したと報告した。これがシャークの最期であった。もっとも、一方の当事者である春風の記録の一つである『駆逐艦春風』にはシャーク撃沈に関する記述がない。春風はこの10日後の11月4日に高雄近海で対潜掃討中、潜水艦セイルフィッシュ (USS Sailfish, SS-192) の雷撃で艦尾を亡失する被害を受けており、この時期の春風の行動に関しては、乗組員からしてみればシャーク撃沈より被雷大破の方が印象が大きかった感がある。
先代のシャーク同様に奇しくも駆逐艦1隻からの攻撃により喪われた潜水艦となった。
マタ30船団での攻撃ではスヌークが輸送船第一眞盛丸（原商事、5,878トン）および阿里山丸（三井船舶、6,886トン）の2隻を撃沈したと認定されたが、日本側記録とスヌークの記録を素直に信用するならば、第一眞盛丸の被雷と阿里山丸の被雷はそれぞれ24日昼ごろと24日夕方と記録されており、一方のスヌークは5時ごろの四度目の攻撃以降はアクションを起こしておらず、他に攻撃を行った4隻も両船の被雷時刻に戦闘行動を行っておらず、どちらもシャークの雷撃による戦果と思われる。
シャークは第二次世界大戦の戦功で1個の従軍星章を受章した。